# Nymphomaniac
Nymphomaniac (estilizado a menudo como Nymph()maniac), es una película dramática escrita y dirigida por
Lars von Trier. Dividida en dos volúmenes, está protagonizada por Charlotte Gainsbourg, Stacy Martin, Stellan Skarsgård, Shia LaBeouf, Jamie Bell, Christian Slater, Uma Thurman, Udo Kier, Willem Dafoe y Connie Nielsen. Su estreno se programó para el 25 de diciembre de 2013 en Dinamarca.

## Argumento
En una fría noche de invierno, el viejo y encantador soltero Seligman (Stellan Skarsgård) encuentra a Joe (Charlotte Gainsbourg) golpeada en un callejón. La lleva a su departamento, donde le cura sus heridas. Ella le narra la historia de su vida, siempre refiriéndose a la evolución de su sexualidad, mientras Seligman escucha atentamente tratando de interpretar y aportando sus amplios conocimientos. La historia se divide en ocho capítulos y en dos volúmenes. En el primer volumen, Joe es interpretada por Stacy Martin, mientras que en el segundo es interpretada por Charlotte Gainsbourg.
- Volumen I:

1. «The Complete Angler» ('El pescador completo').
2. «Jerôme».
3. «Mrs. H» ('La señora H').
4. «Delirium» ('Delirio').
5. «The Little Organ School» ('La pequeña escuela del órgano').

- Volumen II:

1. «The Eastern & Western Church - The Silent Duck» ('La Iglesia oriental y occidental - El pato mudo').
2. «The Mirror» ('El espejo').
3. «The Gun» ('La pistola').

## Reparto
Esta es una lista no exhaustiva del reparto:
- Charlotte Gainsbourg como Joe.
- Stellan Skarsgård como Seligman.
- Stacy Martin como Joe (joven).
- Shia LaBeouf como Jerôme.
- Jamie Bell como K.
- Christian Slater como el padre de Joe.
- Connie Nielsen como la madre de Joe.
- Willem Dafoe como L.
- Jesper Christensen.
- Jens Albinus como S.
- Nicolas Bro como F.
- Udo Kier como The Waiter.
- Shanti Roney.
- Uma Thurman como Mrs. H.
- Sophie Kennedy Clark como B.
- Kate Ashfield.
- Caroline Goodall.
- Saskia Reeves.
- Mia Goth como P.
- Jean-Marc Barr.
- Christiann Castellanos como Lynn
- Tania Carlin como Renée.
- Omar Shargawi.
- Severin von Hoensbroech.
- Daniela Lebang como Brunelda.
- James Northcote.
- Christian Slater

## Producción

### Preproducción
El productor y cofundador de Zentropa, Peter Aalbæk Jensen, reveló que la película sería dividida en dos partes: «Estamos haciendo dos películas. Es una gran operación. Personalmente, espero que estén listas para Cannes del próximo año. Filmaremos y editaremos ambas, y queremos terminarlas al mismo tiempo». Además, explicó que cada parte tendría dos versiones: una explícita y una suavizada.
Shia LaBeouf, quien interpreta a Jerôme, declaró en agosto de 2012 a MTV: «La película es lo que crees que es. Es Lars von Trier haciendo una película sobre lo que está haciendo. Por ejemplo, hay una advertencia al comienzo del guion que, básicamente, dice que haremos todo de verdad. Todo lo que sea ilegal lo grabaremos fuera de foco. Aparte de eso, todo está ocurriendo... Von Trier es peligroso. Me asusta. Y solo voy a trabajar ahora que estoy aterrorizado».

### Rodaje
La filmación de la película tuvo lugar entre el 28 de agosto y el 9 de noviembre de 2012 en Alemania (Colonia y Hilden) y Bélgica. Para lograr las escenas de sexo no simulado, Von Trier compuso digitalmente los genitales de actores pornográficos en los cuerpos del reparto de su película.

## Promoción
A comienzos de 2013, el primer afiche fue publicado en la página web oficial de Nymphomaniac. Pocas semanas después, Zentropa lanzó una fotografía de los personajes principales en poses sugerentes y la lista de capítulos de la película. Un retrato del propio Lars von Trier con cinta adhesiva cubriendo su boca fue publicada después junto a un comunicado de prensa que explicaba la campaña publicitaria oficial de la película.
Para promover el filme y dar más información sobre su argumento, cada mes se publicó un aperitivo en algún periódico del mundo. Estos consistían en un clip de video, una imagen de la película y una breve descripción de un capítulo. El 28 de junio se lanzó el aperitivo de «The complete angler» ('El pescador completo'). Más tarde, el 26 de julio, fue el turno de «Jerôme», pero la explícita fotografía de los actores Stacy Martin y Shia LaBeouf solo estuvo disponible en el sitio oficial de Nymphomaniac. El 30 de agosto, «Mrs. H» ('La señora H') llegó a la web y el clip de video fue presentado con una relación de aspecto diferente a sus antecesores. El 27 de septiembre se divulgó «Delirium» ('Delirio') junto a un video en blanco y negro con la voz de Stellan Skarsgard leyendo un extracto del cuento La caída de la Casa Usher de Edgar Allan Poe. El 10 de octubre se reveló un grupo de catorce afiches promocionales, cada uno mostrando a un actor simulando un orgasmo. El 1 de noviembre, el aperitivo de «The little organ school» ('La pequeña escuela de órgano') acompañado por el Preludio Coral en Fa Menor BWV 639 de Johann Sebastian Bach fue subido a YouTube, pero fue rápidamente eliminado debido a su contenido explícito. El 29 de noviembre, «The eastern & western Church - The silent duck» ('La Iglesia oriental y occidental - El pato mudo') fue publicado exclusivamente a través de Vimeo. El 13 de diciembre, The Mirror ('El Espejo') fue publicado en Vimeo con un video de Joe cubriendo con cinta adhesiva las cosas de su apartamento y deshaciéndose de los espejos. Posteriormente, el 25 de diciembre, en conjunto con el estreno europeo de la película, el último aperitivo de «The gun» ('La pistola') fue estrenado en la página oficial.
Además de los aperitivos y los carteles con los personajes, se lanzaron cinco avances en cines (tres de todo el proyecto y uno de cada volumen) y un avance con contenido para adultos. El 29 de noviembre de 2013, este avance fue exhibido por error en el Regals Cinema de Pinellas Park, Florida, ante un grupo de niños que esperaba ver la película Frozen. Posteriormente, a modo de compensación, Regals Cinema les ofreció a cada uno de los afectados un boleto de regalo.

## Premios
La película consiguió  Ocho Premios Robert incluyendo el de mejor película, director y guion original.